# Sechnassach
Sechnassach mac Blathmaic (m. 671) sucedió a su padre Blathmac mac Áedo Sláine (m. 665) y a su tío Diarmait mac Áedo Sláine (m. 665) como Rey Supremo de Irlanda y Rey de Brega. Pertenecía a la dinastía de Síl nÁedo Sláine de los Uí Néill, así llamados por su abuelo Áed Sláine (m. 604).
El padre y el tío de Sechnassach murieron durante una gran peste—el buide Chonaill—que golpeó Irlanda de 664 o 665 en adelante.
Mientras el Baile Chuinn Cétchathaigh, compilado durante el reinado de Fínsnechta Fledach (m. 695), no incluye a Sechnassach o su hermano Cenn Fáelad (m. 675) como Reyes Supremos, la Crónica de Irlanda, de la que beben otros anales irlandeses, le menciona como Rey Supremo a su muerte. La omisión de Sechnassach y su hermano Cenn Fáelad pudo ser deliberada ya que la lista fue compilada en el reinado del asesino de Cenn Fáelad, Fínsnechta Fledach.
Las alianzas matrimoniales de Sechnassach que mantuvo estrechas relaciones con el reino de Leinster. Su único matrimonio registrado fue con Findelb ingen Chellaig, que pudo haber sido hija de Cellach Cualann (m. 715). Su hija, Bé Fáil (m. 741), se casó con Cellach Cualann. Se conocen otras dos hijas de Sechnassach, Murgal y Mumain.
Poco consta en los anales del reinado de Sechnassach, excepto su muerte. Fue asesinado en noviembre 671 por Dub Dúin, rey de Cenél Coirpri, un reino menor de Uí Néill cerca de Clonard. Su hermano Cenn Fáelad se convertiría en rey después de él, probablemente en 672.
Ha aparecido en la series de novelas e historias cortas de Peter Tremayne Hermana Fidelma.